# Jacinto Vera
Pour les articles homonymes, voir Vera.
Jacinto Vera (3 juillet 1813 - 6 mai 1881), est un prêtre catholique uruguayen, premier évêque de Montevideo, de 1878 à 1881. Vénéré comme bienheureux par  l'Église catholique, il est fêté le 6 mai.

## Béatification
La cause pour sa béatification est introduite en 1935, après l'aval reçu du pape Pie XI.
Le 5 mai 2015, le pape François lui confère le titre de vénérable.
Sa béatification a lieu le 6 mai 2023, approuvée par le même pape François.

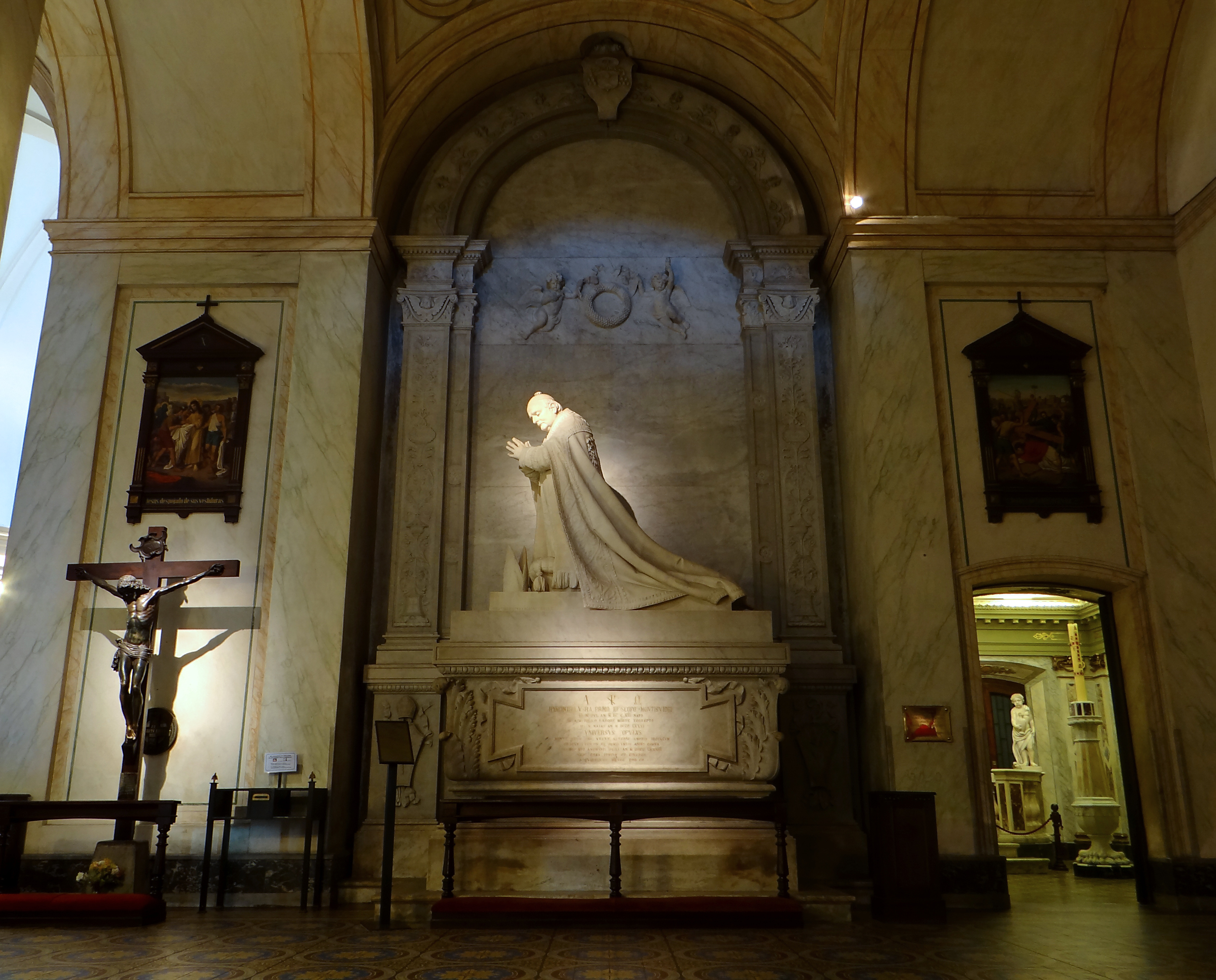
Sa tombe à la cathédrale métropolitaine de Montevideo.